# Expeed
Expeed (zapis stylizowany EXPEED) – seria procesorów obrazu w aparatach cyfrowych marki Nikon. Procesory Expeed stosowane są we wszystkich obecnie produkowanych aparatach cyfrowych Nikon, zarówno w lustrzankach, jak i modelach kompaktowych.